# Boba (stacja kolejowa)
Boba (węg. Boba vasútállomás) – stacja kolejowa w Boba, w komitacie Vas, na Węgrzech. Stanowi ważny węzeł kolejowy.

## Linie kolejowe
- 20 Székesfehérvár – Szombathely
- 25 Bajánsenye – Boba